# Lolla - La foglia parlante
Lolla - La foglia parlante è l'album di debutto dell'attrice Eleonora Cadeddu, pubblicato nel 2005 da Azzurra Music.

## Il disco
Nell'album sono contenute cover di famose canzoni, originariamente incise da gruppi come il Quartetto Cetra, ma anche da cantanti, come Vince Tempera, Elisabetta Viviani, Al Bano e Romina Power, Cristina D'Avena, Antonella Clerici, Povia.

## Tracce
1. La foglia parlante (Karin Mensah e Alfredo Roberto Cetoli) - 2:56
2. La gallina birichina (Karin Mensah e Alfredo Roberto Cetoli) - 2:32
3. Le tagliatelle di nonna Pina (Gian Marco Gualandi) - 3:24
4. I bambini fanno "ooh..." (Povia) - 3:36
5. Nella vecchia fattoria (Tata Giacobetti - Gorni Kramer - Antonio Virgilio Savona) - 2:40
6. Pippi calzelunghe (Luciano Sterpellone) - 2:25
7. Heidi (Franco Migliacci/Christian Bruhn) - 2:33
8. Fra Martino (Tradizionale) - 2:17
9. Il ballo del qua qua (Lorenzo Raggi) - 2:39
10. Anna dai capelli rossi (Luigi Albertelli/Vince Tempera) - 4:33
11. Trotta trotta (Dolores Olioso) - 1:55
12. La canzone dei Puffi (Alessandra Valeri Manera/Augusto Martelli) - 2:41
13. La foglia parlante (Karaoke) - 2:58
14. La gallina birichina (Karaoke) - 2:32